# 波音787
，是波音公司生产的廣體客機，由波音民用飛機集團負責開發，於2011年投入服務。787在典型3級艙等配置下可載242至395人。燃料消耗方面，787比起767更省油，效益高出許多，尤其787-9，使得超長程直飛成為可能。此外在用料方面，787是首款主要使用复合材料製造的主流客機。也是波音公司第二款使用線傳飛控之飛機，使機師可輕易地從777轉訓至787。
最早於2005年1月28日，787在擁有正式名稱之前，被稱為7E7（早期）。在2006年4月26日，即研發計劃推出的一年後，波音在787客機的外觀設計作出改動，包括機鼻長度被改短。波音787于2009年12月15日进行首次测试飞行，並於2011年中完成飛行測試。2011年8月獲得美國聯邦航空總署（FAA）與歐洲航空安全局（EASA）之認證。2011年9月交付給啟始客戶全日本空輸。
2013年1月16日，由于连续出现安全故障，美国联邦航空局宣布暂时停飞所有波音787。但是在經過修改電池設計之後，美国联邦航空局於2013年4月25日同意修改後的波音787客機恢復飛行，但造成原本鋰電池起火的原因仍未找出。改良後的鋰電池已進行超過10萬小時測試，沒有安全問題，並已為787客機的電池添加多重保護，包括將電池裝入可保持無氧狀態的不鏽鋼容器，降低起火的可能，之後表現較為穩定。然而从2021年起，波音787再次被连续曝出多重质量问题，例如被指出波音787有關於防冰的問題等等，也使得在此期间波音被迫多次临时停产787以等待FAA的重新审核。

## 發展歷史

### 背景與新一代客機計劃的大變動
1990年代後期，波音767的銷售量正逐步被空中巴士A330系列所蠶食，波音遂研發其取代產品。隨著747-400的影響力開始減少，於是便出現了兩個計劃，分別為音速巡航機及747X。音速巡航機主要為增加至接近音速的飛行速度（約0.98马赫），耗油量則與現有的767及A330-200相近；747X則把現有的747-400機身加長，以及使用複合材料製成的超臨界機翼，與空中巴士A380競爭。航空市場普遍並不熱衷於747X，但對音速巡航機的期望則高得多。美國有不少大規模的航空公司對此概念均表示樂觀，認為把航程時間縮短可獲不少乘客的好評。
九一一恐怖袭击事件後，全球航空市場均受創，而美國的公司更是首當其衝。它們曾經大力支持研發該款音速客機的，對於突如其來的資金流失來個措手不及。在油價上升的情況下，它們認為效益比速度更重要，波音公司遂提供機身構架使用的選擇給客戶。由於所需成本過高，其需求也大大泡湯，因此波音另提供其他計劃給客戶，原有的747X計劃也被取消。

### 重新定位省油科技
音速巡航機被一新計劃取代，稱為7E7，當中的E字初期外界猜測有不少解法，例如「Efficiency」（有效率）及「Environmental Friendly」（環保）等。後來，波音宣佈「E」只是英文的8（Eight）字。自從波音發展出第一架噴射客機以來，波音所有客機都是以7x7來命名（除了波音720）從707、717、727，順序至現時的777。而所有波音仍處於研製階段的客機，都會暫時以英文字母命名；當客機方案正式啟動後，公司便會以正式的數字編號取代，除了現時的787外，波音757最初是被稱為7N7、767是7X7、777是767-X。
787使用了音速巡航機所提出的技術以及慣用的機體設計，波音聲稱787最多可比同類產品節省近20%的燃料，主要來自效能更高的发动机（佔總體燃料節省的1/3）、增加使用較輕的复合材料（也佔總體燃料節省的1/3）以減低機身的重量、以及使用了不少新科技（亦佔總體燃料節省的1/3），例如使用了乙太網路作機內的信號傳輸，制動系統使用電動控制取代液壓控制，而機艙空調用空氣，就從以前发动机取用壓縮空氣，改用電動壓縮機。簡言之，787的新系統，大體上朝向「電氣化」的方向發展。
787與「音速巡航機」使用的科技，將會被用於波音整個飛機系列的替代計畫，稱為「黃石計畫」，而787本身，其「黃石計畫」代號為Y2。
2004年4月6日，波音宣佈787客機使用的引擎有兩個選擇，分別為通用电气的GEnx及劳斯莱斯的遄达1000引擎，這使普惠公司無法推出自家的787用引擎。波音一向僅提供技術成熟的引擎型號予客戶，而普惠公司的引擎的風險較高，尤其近期連續出現的故障問題（其中包括普惠近年在區間客機引擎市場的挫敗，與及在空中巴士A320neo提供PW6000引擎失敗和同时期大量JT9D、JT8D和PW4000的品質问题），這也是波音對該公司引擎卻步的原因。
不同廠商的787引擎均有著相同的標準介面，航空公司可把飛機的引擎互換，而不會有兼容問題；這在商用航空業界歷史上實屬首次。而787飛機引擎的市場預計在未來25年間可達400億美元。
2003年7月，經過50萬人的投票，結果將使用「Dreamliner」（夢幻客機）來稱呼7E7（即現在的787）。

「Dreamliner」（夢幻客機）這個稱呼自2003年7月開始使用，且多數787上都有此logo。

每當有一款新型號的客機推出，其廠商所聲稱的產品特色均會受到競爭對手作出質疑的提問，例如波音對A380珍寶客機的懷疑，以及空中巴士模仿「音速巡航機」，787也不例外。空中巴士的John Leahy對波音787的特點作出種種駁斥，例如認為大量使用复合材料是「荒謬」的，而波音則回應這種技術已在軍用飛機上證明是可行的。隨著A380將投入營運，空中巴士並未减少对波音的威脅。而空中巴士也將推出輕量版本的A330向波音的787作出迎擊，該型號被命名為A350（舊版），將使用787的新一代发动机，但並不像787般廣泛使用複合材料，取而代之使用了鋁—鋰合金作機身。至2005年10月13日，空中巴士已經從十餘間公司收到143架A350的訂單，但是由於A350的設計出現大幅改變（包含機身加寬及提升複合材料的使用，並命名為A350 XWB），預計2013年才能投入服務，比787晚。相比之下，787已經有670架以上的確實訂單。面對A350 XWB的挑戰，以及滿足英國航空及阿联酋航空的要求，並從其取得訂單，波音宣佈研發787-10型號。該型號是787-9的加長版本，載客量可達290至310人。

### 設計與製造
波音使用兩款新的發動機來提供787的動力，分別為通用电气的GEnx及劳斯莱斯的特倫特1000引擎，波音宣稱這款新發動機將可比波音767增加20%的油耗效率，其中增加40%發動機的效率、增加空氣動力的改進效果、增加輕量之复合材料與更先進的系統。787已於2014年5月取得ETOPS-330分鐘認證。
787也是首次採用全球多國之專業廠商共同分攤風險的方式製造787，包含了日本、韓國、義大利、法國、英國、瑞典、印度等國家，其中日本工業界參與了787工程開發與製造35%之比重，也是海外合作國家中佔比最大的國家，日本政府為此計畫也提供了20億美金貸款協助日本工業界加入國際航太供應鏈。787大量使用的碳纖維材料一部份是由日本東麗所開發。分包總成分別為主翼與機翼翼盒（日本三菱重工、速霸陸）、水平尾翼（義大利阿萊尼亞、南韓韓國航空宇宙產業）、機身（義大利環球航空、波音公司北查爾斯頓工廠、日本川崎重工、美國勢必銳航空系統公司、韓國大韓航空）、客艙艙門（法國拉鐵科耶爾集團）、貨艙艙門，檢修艙門，逃生艙門（瑞典紳寶集團）、軟體（印度HCLTech公司）、地板梁（印度塔塔集團）、飛機線束（法國賽峰飛機發動機公司）、翼端帆，襟翼整流罩，起落架艙門，飛機縱樑（韓國大韓航空）、起落架（英法合資，賽峰起落架系統公司）、配電管理系統與空調裝置（美國漢勝公司）。完成各零件的製造後，再透過由747-400改裝而成的波音747-400 LCF將零件送至西雅圖的最終組裝廠完成飛機的組裝，並進行後續之測試、交付。

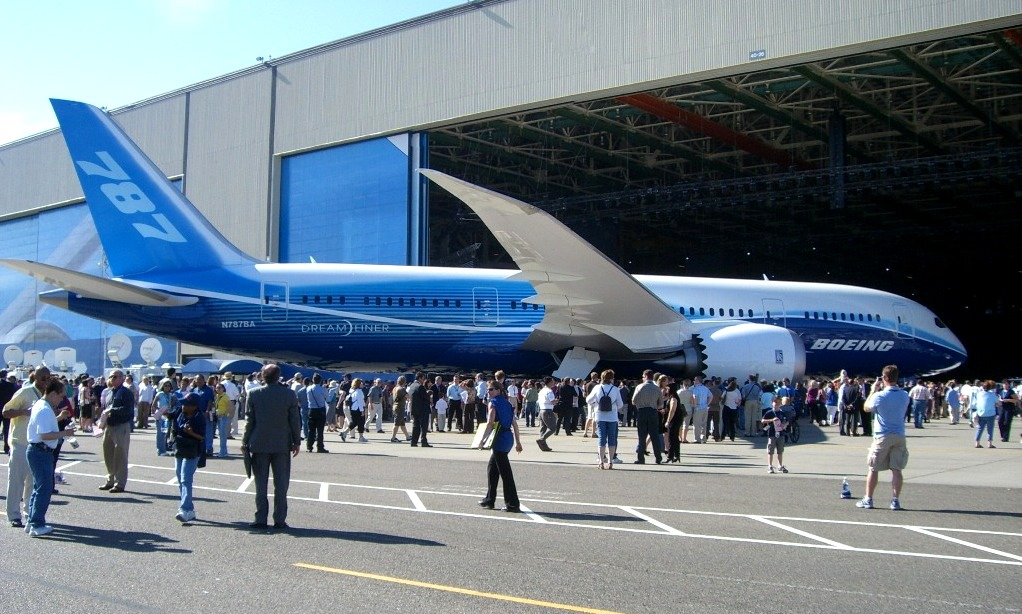
首架787（機身編號N787BA）下线展示

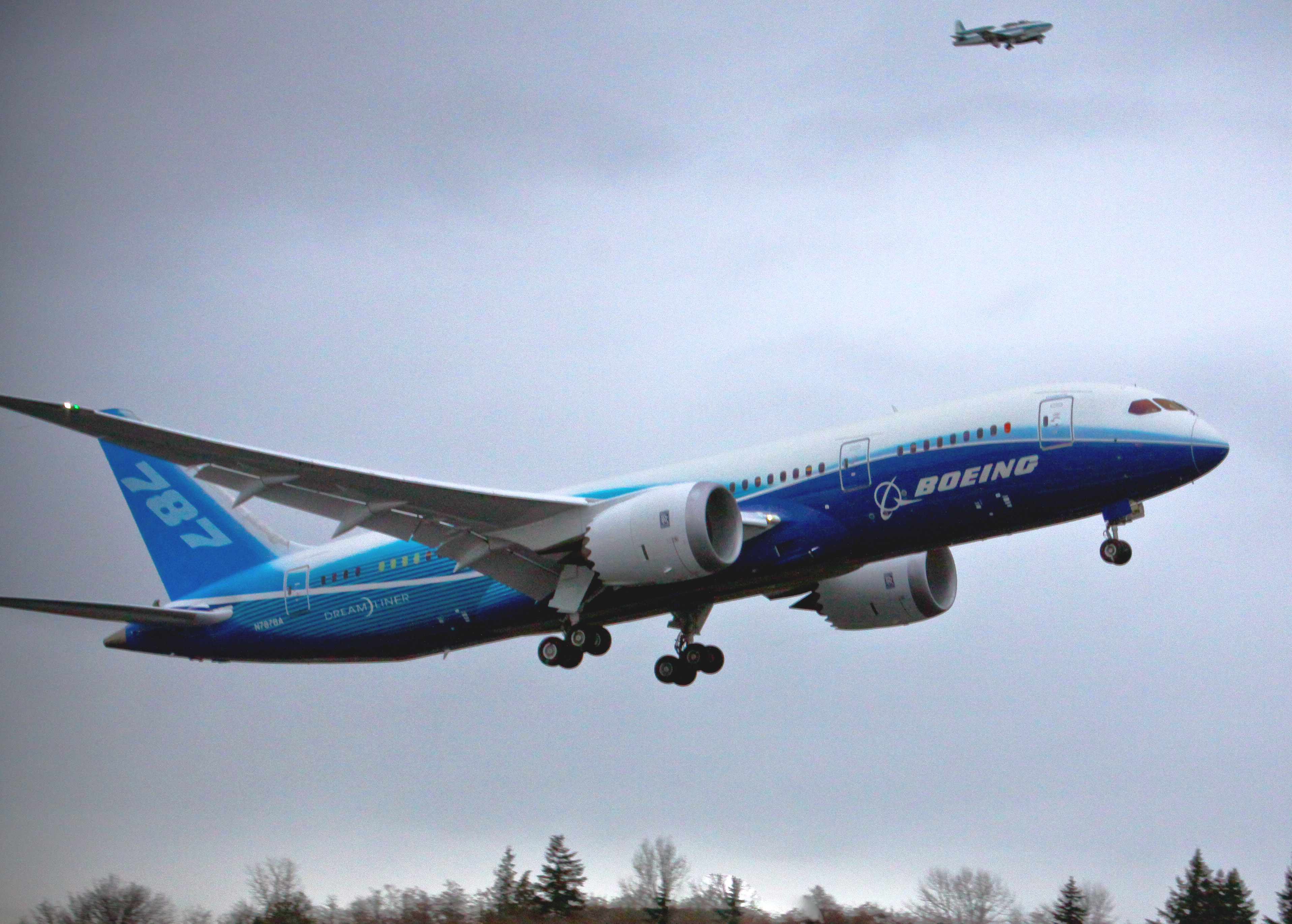
波音787於2009年12月進行首次試飛

2007年5月下旬，首架787在埃弗里特波音工廠進行組裝。同年7月8日，首架787下线。波音選在7月8日向外界展示787客機，是因為2007年7月8日的美式寫法是「07/08/07」，剛好拼成「787」。
最初計畫在2007年8月出廠，同年秋季開始試飛的787原型機在出廠典禮上仍有大部分系統未能完成裝設，在2007年9月宣布787的首飛測試延遲3個月。
2007年10月10日，波音第二次宣布首航延遲3個月、交機延遲6個月，這導致原定計畫在2008年5月要交給第一批客戶全日空的787最快將在2008年12月投入服務，而這將錯過2008年北京奧運所帶來的龐大航空運輸市場。在第二次宣布延遲交付後的一周，787專案經理Mike Bair遭到撤職。2008年1月16日，波音第三度宣布延遲787的首飛計劃3個月。2008年4月9日，波音第四度宣布延遲首飛至2008年第四季，交機規劃延遲到2009年第三季。2008年11月4日，由於發現787原型機存在裝配問題，且波音工程師發動罷工，導致在2008年第四季首飛的規劃成為泡影，至2008年12月，波音宣布787原型機首飛將延遲到2009年第二季進行。

### 測試
2009年12月15日，當地時間早上10時27分（格林威治時間18時27分），首架787（註冊編號：N787BA）從位於美國西部華盛頓州（Washington）製造廠附近的潘恩機場     （Paine Field）起飛，並於下午1時35分（格林威治時間21時35分）降落。歷時3小時的飛行測試。原本預計測試4個小時，因為天候狀況不佳而提前結束。波音預計花費9個月完成所有測試。
測試項目總共使用六架飛機，編號由ZA001至ZA006，其中四架裝載勞斯萊斯遄達1000發動機，另兩架裝載通用電氣GEnx發動機。第二架（ZA002）測試機（使用全日空塗裝）於2009年12月22日加入測試行列，第三架測試機（ZA004）及第四架測試機（ZA003）分別於2010年2月24日及3月14日首飛。2010年3月24日完成顫振及地面測試，開始進行飛機之極限測試。2010年3月28日完成機翼極限載重測試，該測試需加載150%設計載重並維持3秒鐘，機翼在測試時由測試儀器將機翼末端由水平狀態往上方翹曲將近25英尺（7.6米）。

### 交付
歷經近三年的延遲，第一架波音787（787-8）於2011年华盛顿州当地时间9月26日交付給全日空開始商業飛行。
2011年，首架787交付後，波音預計在未來10年可以交付1,000架客機，並達到收支平衡点。
截至2019年，波音公佈的待摊销开支為208億美元，包括187億元的遞延成本及20億元的未攤銷設備模具及非持續性開支。遞延成本是把前期研發成本分攤到整個生產周期的會計方式。波音最新預計交付量達1,600架時，待摊销开支可減至0，但稱這不是收支平衡点。事實上，除非波音把787項目的預期回報率假定為0%，這樣才能把抵消待摊销开支視為收支平衡。

## 產品型號

各種機型大小比較：787-8（黑色輪廓線）、777-300（灰色）、767-300（藍綠色）以及737-800（藍色）

波音787夢幻客機的省油性大大提高航程，是航空史上首架長程中型客機，打破以往長程客機必為大型客機的定律。波音787系列飛機共推出3種超高效機型，能使乘客享受到更加精彩的飛行體驗，最初為787-3（已取消）、787-8、787-9等三型，波音在巴黎航展上正式宣布開發更大型的787-10，現已于2017年3月31日首飛並緊接著投入商業運營。

### 787-3

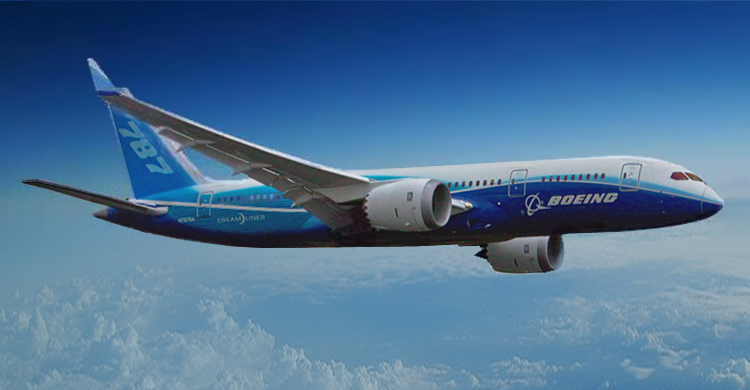
相比於标准的787，787-3則改用了傳統的翼尖小翼

787-3原本設計是給高密度之短程航線使用，在兩級客艙下可乘載290名旅客，滿載時續航距離為2,500至3,050海浬（4,650至5,650公里）。使用787-8相同之機身，但是改用了傳統的翼尖小翼，使得翼展縮小大約7.6公尺，讓787-3更能夠符合國內線的登機門，尤其是日本的機場。此型號之最大起飛重量減至165,000kg。
2010年12月，波音正式取消787-3的生產計劃。

### 787-8

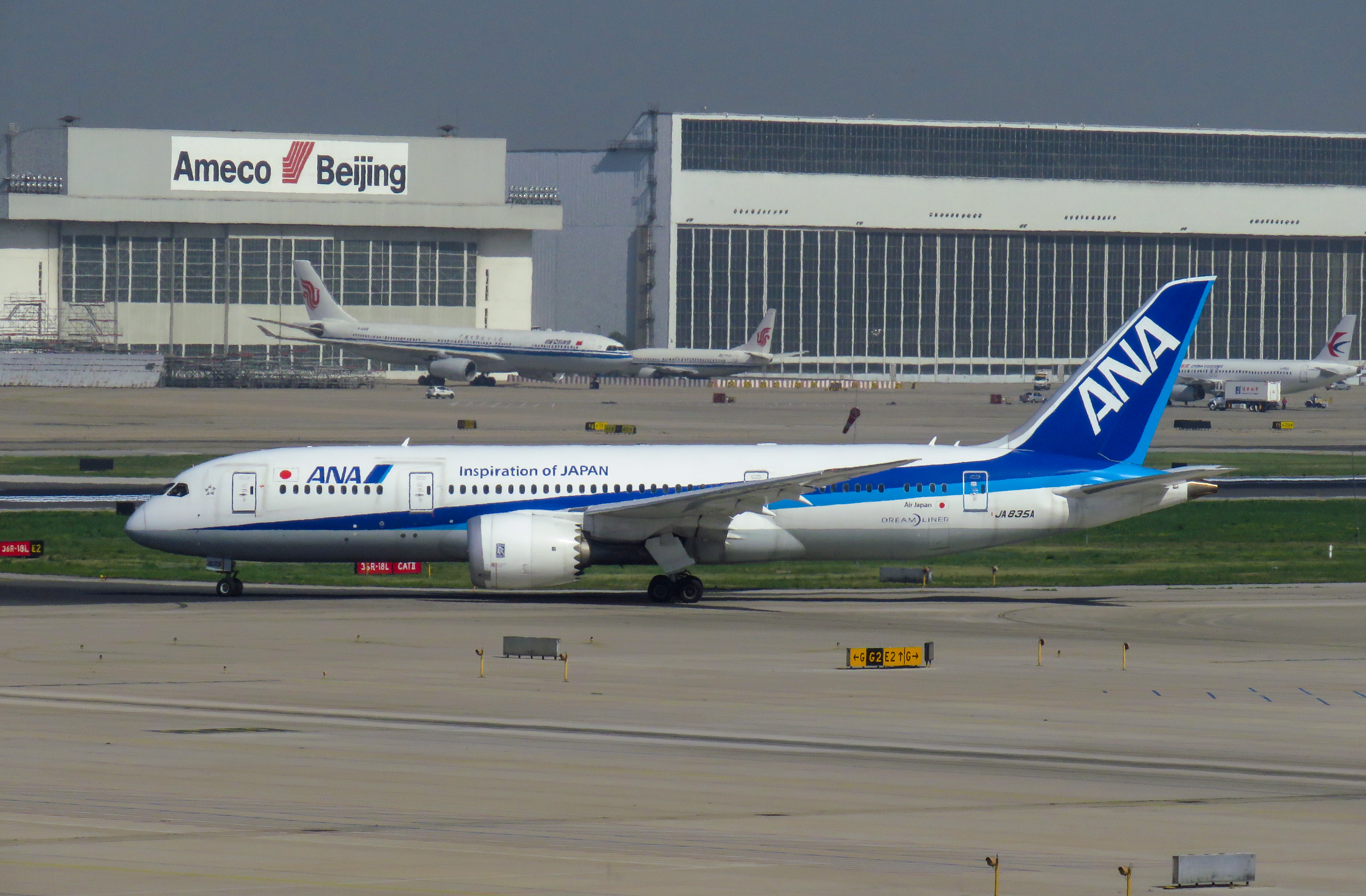
全日空787-8在北京首都國際機場

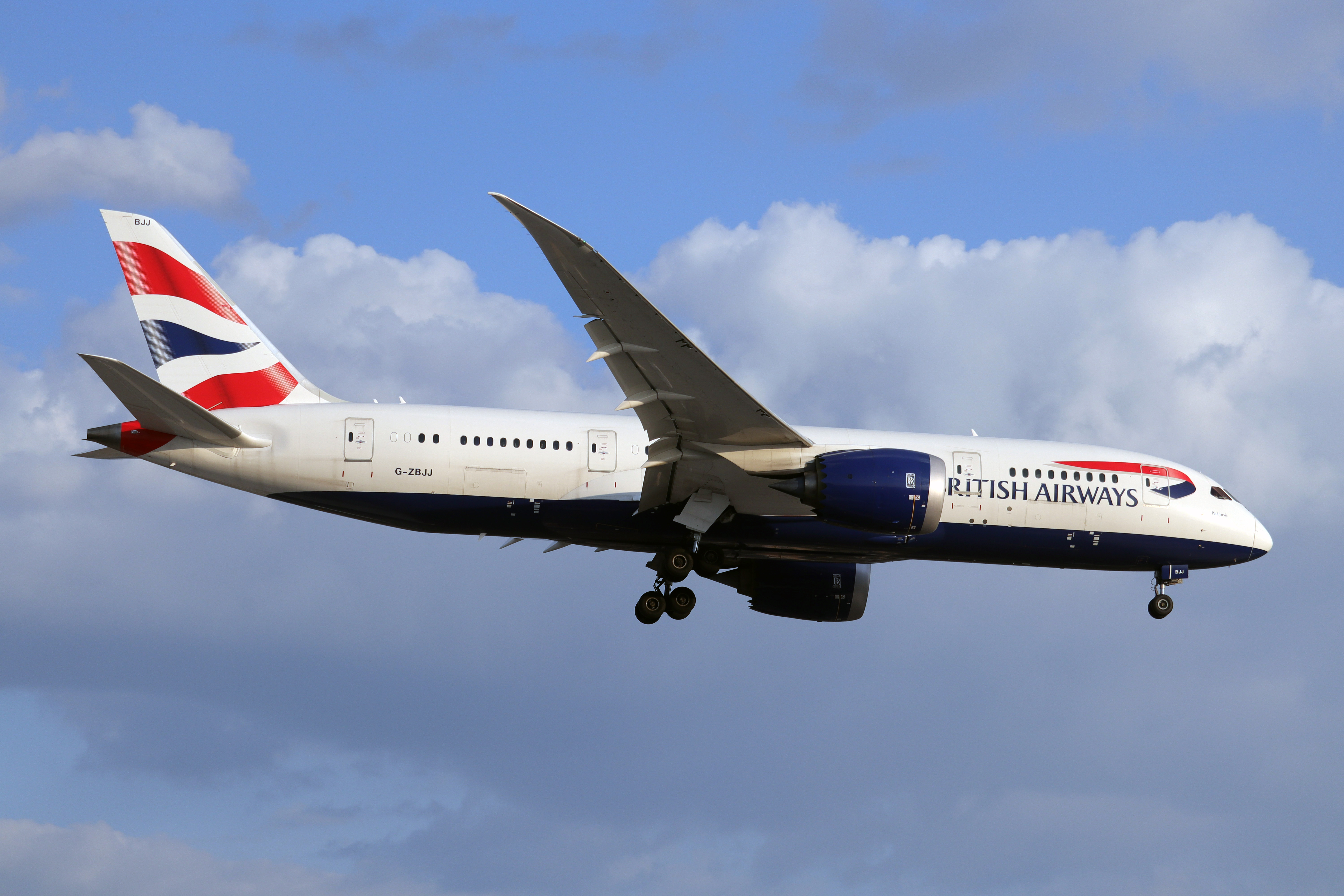
英国航空 B787-8

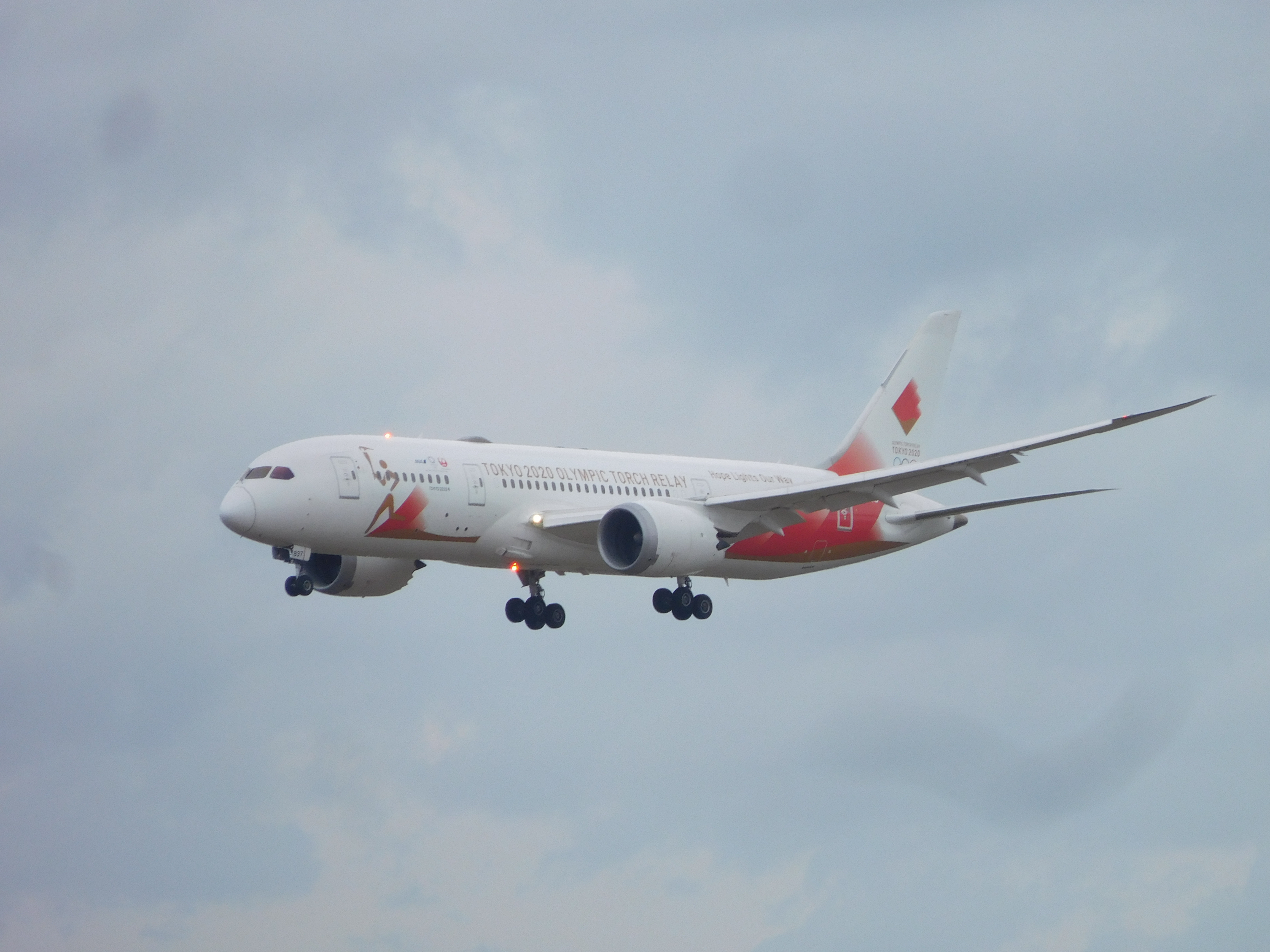
2020年夏季奥林匹克运动会奥林匹克圣火运输机

787家族之基本型號，三级客舱下有242座位，長57公尺、翼展60公尺，續航距離為7,305海浬（13,530公里）。同時，也是波音第三種廣體客機翼展寬度比機身長度還長之型號（747SP與777-200LR）。已於2011年10月投入服務，启动客户为全日空。目標是擴大到新的不中停航線，但不足以使用大飛機營運之市場。
2015年，波音将首架波音787-8原型机（N787BA,ZA001）捐赠给日本名古屋，在中部国际机场静态展览。目標將取代767-200ER與767-300ER，並與空中巴士A330-200和空中巴士A350-800競爭。
2012年，首架由波音南卡羅萊納州北查爾斯頓787生產線生產的787（印度航空所屬，註冊編號：VT-ANI，MSN 36227/LN 46）出廠，這是波音南卡廠區落成啟用後首架由該廠區生產的波音787。
由于787-8属于早期型号，起降性能与经济性都较为一般。因此，多数航司在引进更为先进的787-9以及787-10后，通常选择退役787-8。部分航司如全日空或日航，则选择将787-8转交给旗下廉航（Air Japan和Zip Air）运营。

### 787-9

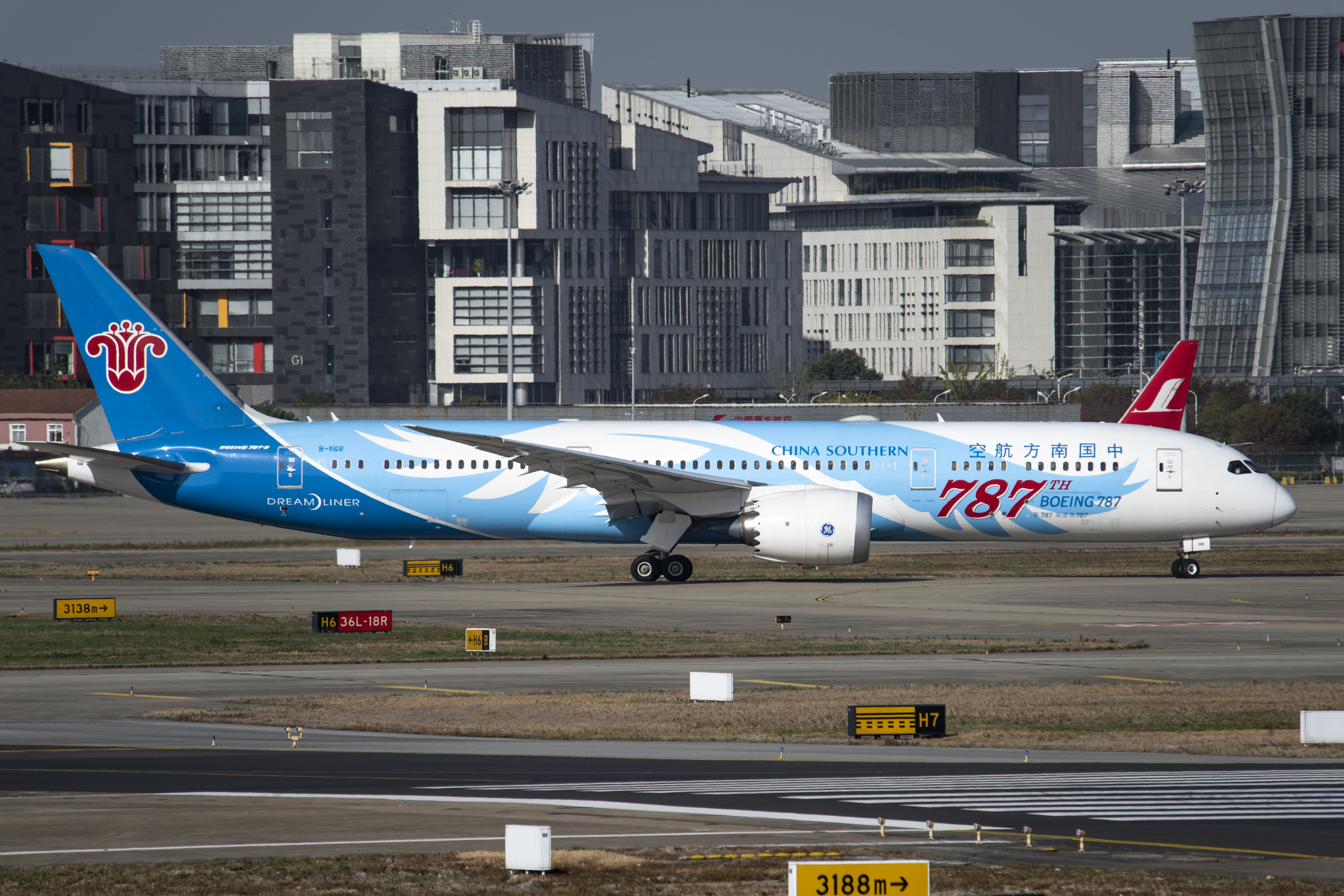
中国南方航空波音787-9

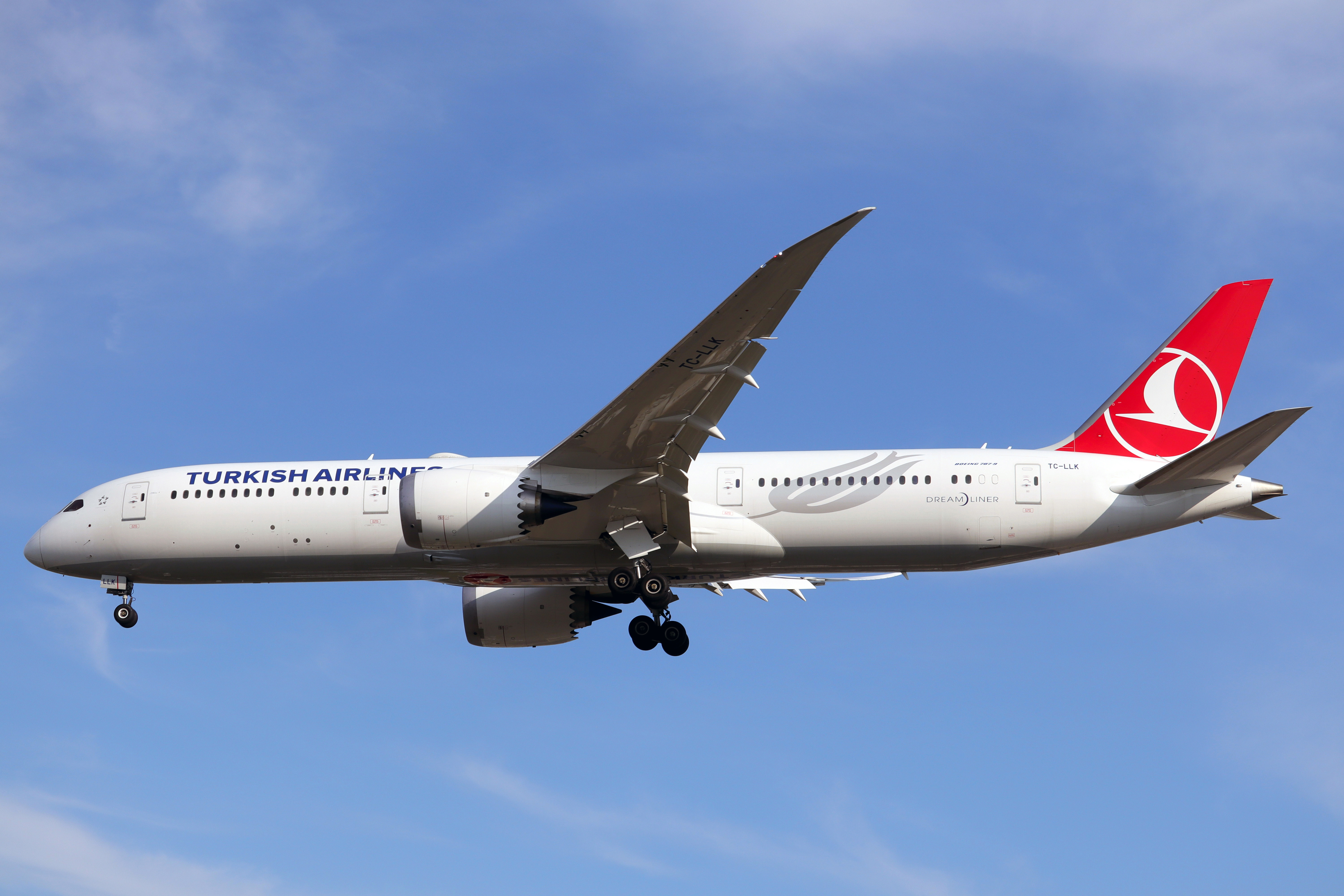
土耳其航空 B787-9

787-9是基本型號之加長版，機身長度63公尺，於三級客艙下可容納280名旅客，滿載時之續航距離為7,565海浬（14,010公里），續航力可飛航長達約17小時的超長程航線能力，定位於中型超長程寬體客機「Medium-Size Ultra Long Range Aircraft」。此型號與787-8有幾處不同處，如：機身長度、更大的油箱（原先與787-8一樣）與更高的最大起飛重量，但跟787-8一樣的翼展。同時起落架控制方式亦有改良，加入Early Doors Operation（EDO）技術（即於起飛後機輪離地1至2秒後，主起落架艙門會預先自動打開，從而減少收機輪所需的時間。如果在主起落架艙門打開超過半分鐘沒有收起機輪的操作，艙門會自動關閉）。787-10有同樣的設計。
最初計劃於2011年投入服務，但2011年10月時計劃自2014年開始交付給客戶。波音用來目標取代767-400ER，並與空中巴士A330-300競爭。如同787-8一樣，787-9也可開航新的不中停航線。2010年7月，飛機之配置定案。
787-9的原型機於2013年9月17日首飛，2014年6月16日取得美國聯邦航空總署（FAA）與歐洲航空安全局（EASA）之認證，啟動客戶紐西蘭航空於2014年7月8日接收第一架787。雖然紐西蘭航空是最先接收787-9的航空公司，但最先開始787-9的商業運行的是全日空，於2014年8月7日開始國內線（東京─福岡）服務，而紐西蘭航空則於2014年8月9日開始奧克蘭至悉尼之商業運行。目前最長之787不中停商業運行航線為聯合航空之洛杉磯至新加坡。
2019年，澳洲航空為了挑戰22小時直飛不中停而推出「日出計畫-Project Sunrise-」，動用2架787-9執飛2條超長程航線進行實驗研究航班"Research Flight"，分別為紐約甘迺迪直飛雪梨（註冊編號：VH-ZNI）以及倫敦希斯洛直飛雪梨（註冊編號：VH-ZNJ，澳航100週年紀念塗裝）執行超過19至22小時的超長程航班暨旅客於超長程客艙適應實驗，預計2023年開航。澳洲航空邀請波音公司及空中巴士進行相關飛機的特殊客製化競標，相關飛機數量需要12架以上，波音方面以777-8X為基礎，再增加航程至18,480~19,560公里的超長程續航客製化調整。而空中巴士則是以A350-1000為基礎，再增加航程而推出A350-1000ULR，航程增為18,540~19,680公里（僅次於ACJ350-900ULR）。2020年，澳洲航空決定採用空中巴士A350-1000ULR作為「日出計畫-Project Sunrise-」的選定型號，但目前尚未決定訂單數目，且澳洲航空將與空中巴士公司密切合作，在澳航董事會做出最終決定之前，為多達12架飛機準備合同條款。
2021年，最後一架由波音西雅圖埃弗雷特生產的波音787（全日本空輸所屬，註冊編號：JA937A，MSN 66524/LN 1095，搭載GEnx-1B引擎）出廠，正式結束13年在波音西雅圖埃弗雷特生產787的產品線任務，並統一集中在波音南卡羅萊納州北查爾斯頓787生產線生產。

### 787-10

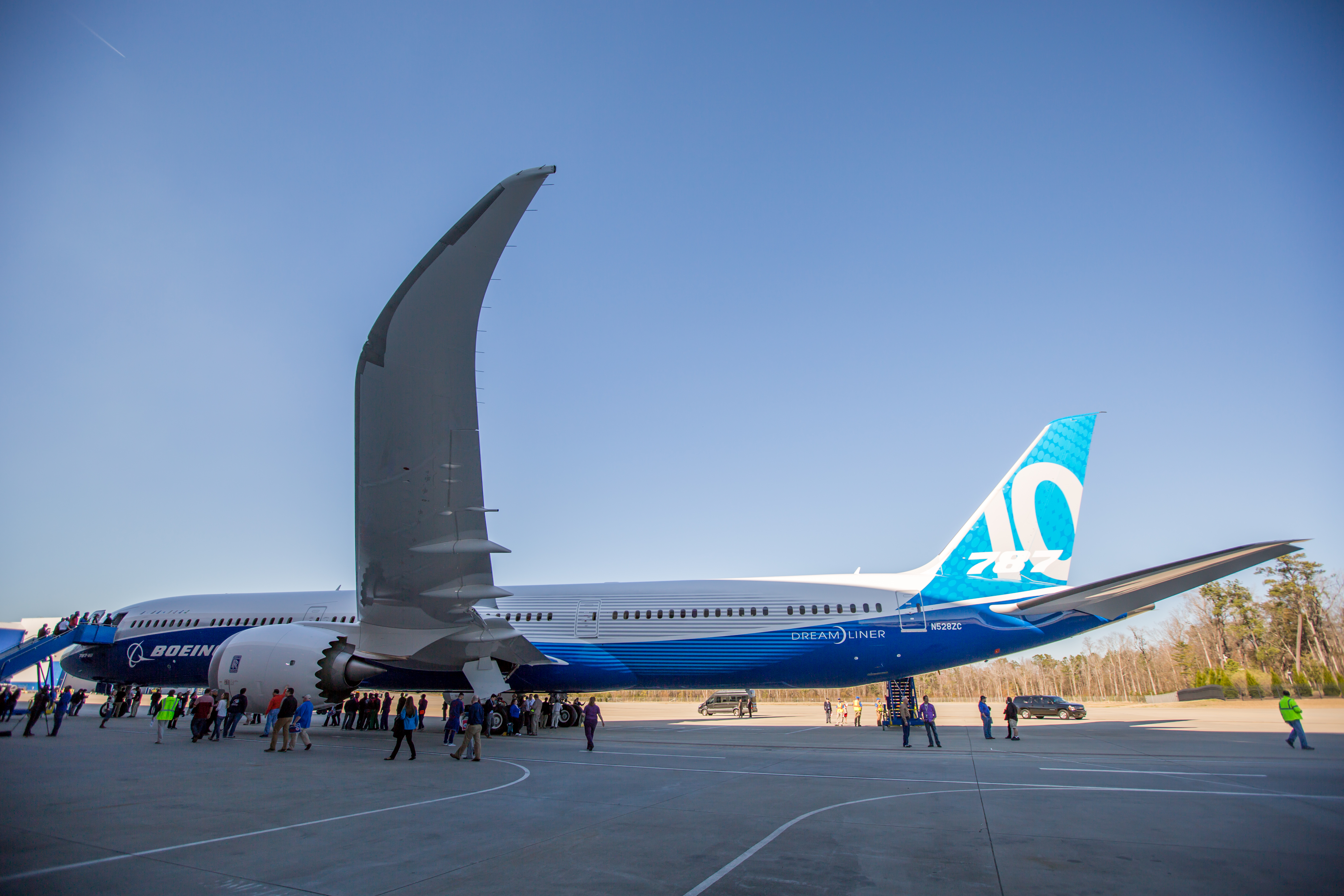
2017年2月17日，787-10正式從波音南卡罗来纳州的北查尔斯顿出廠

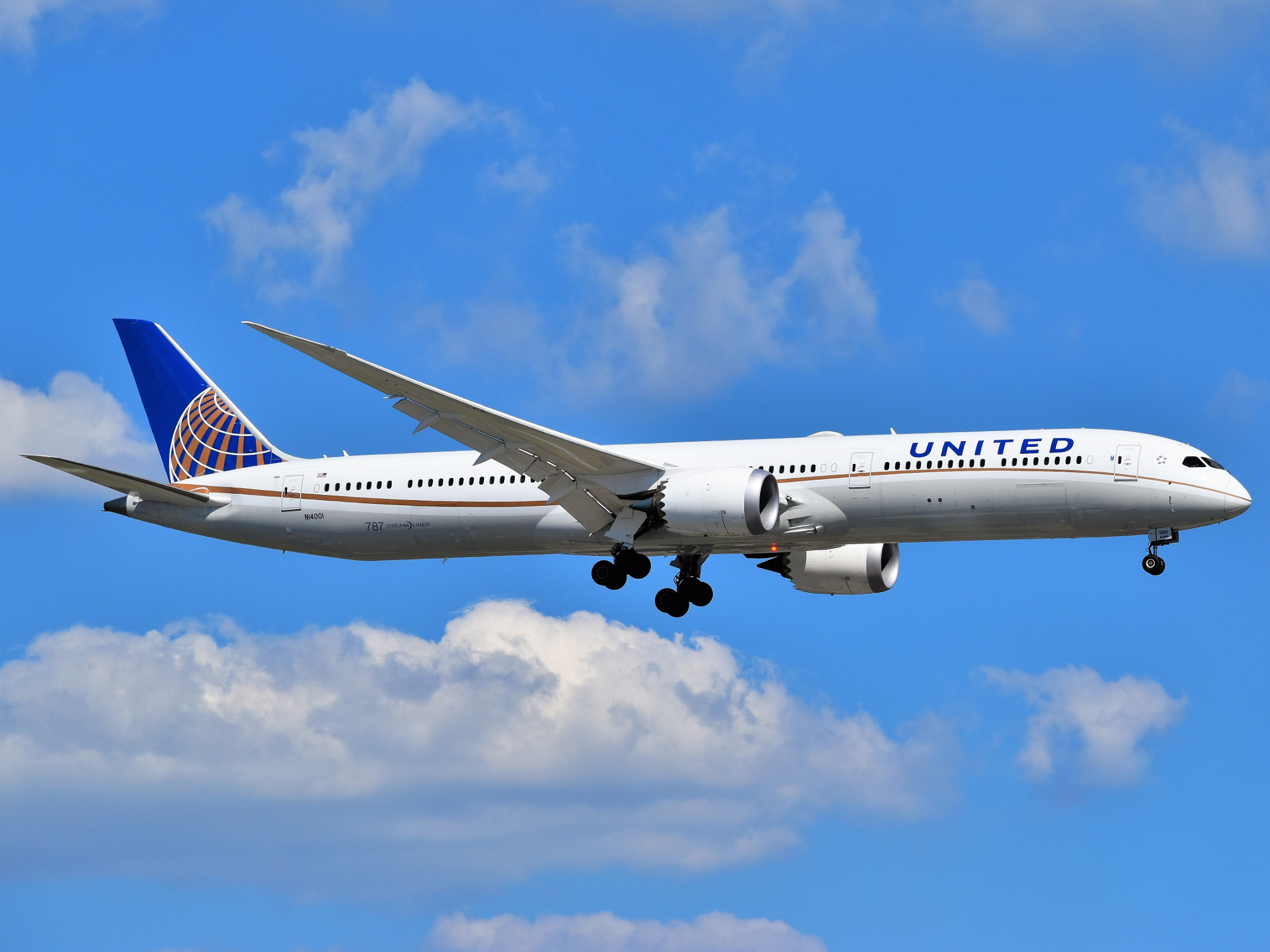
联合航空的787-10于纽瓦克自由国际机场

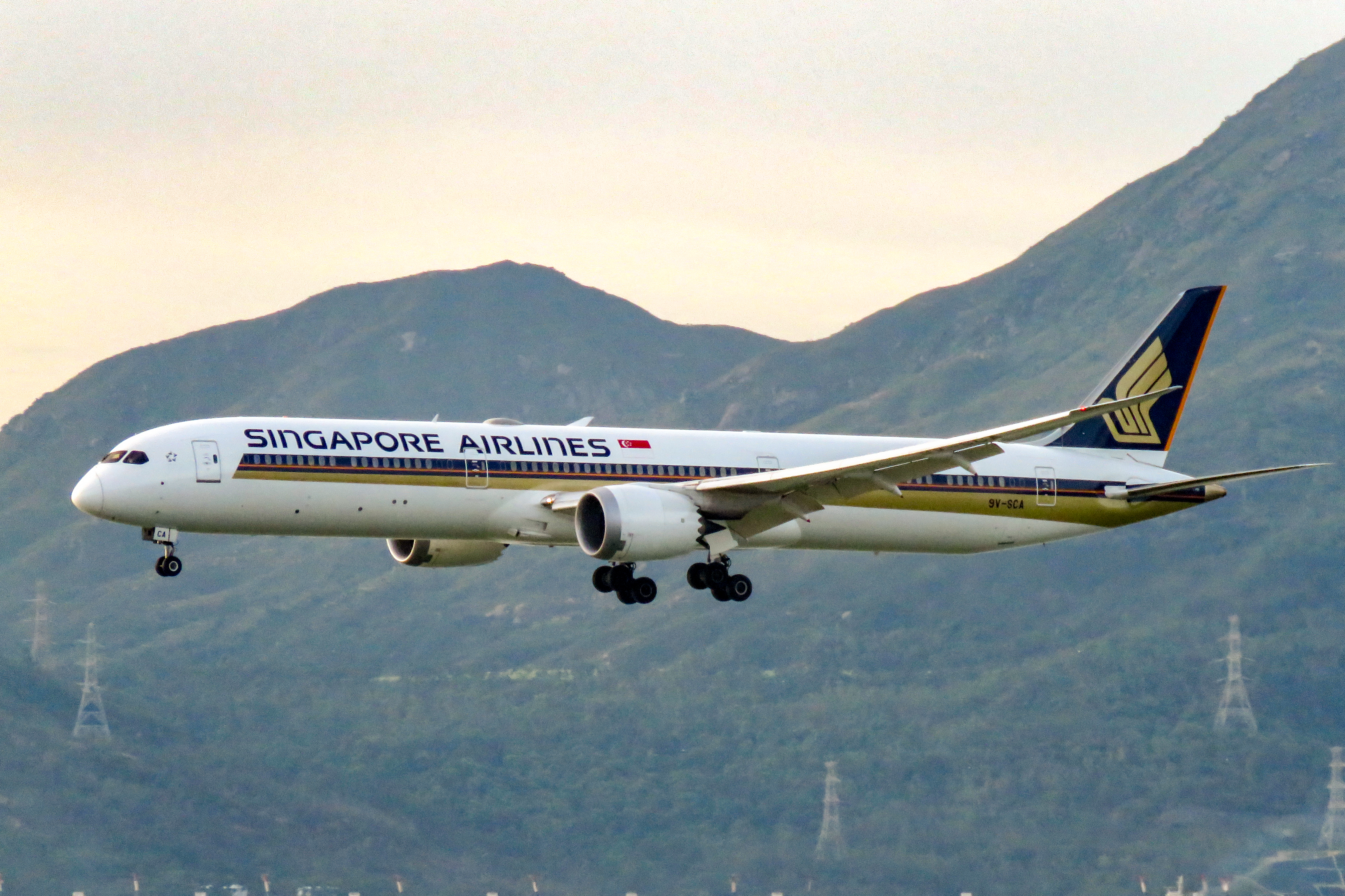
新加坡航空波音787-10

787-10為68.3公尺長之機身，滿載航程可達6,330海浬（11,730公里），為787家族中最大的型號。787-10相較於787-9於機翼前增加10英呎（3.05米）、機翼後方增加8英呎（2.44米），目標與787-9有90%以上的共通性。航程可涵蓋90%之廣體客機航線，如美國西岸至歐洲或跨太平洋航線，在三級客艙下可乘載330名乘客。目標是取代777-200、空中巴士A330與A340，並與空中巴士A350-900競爭。新加坡航空為其啟用客戶。
波音於2015年12月2日完成細部設計，2016年3月開始主要零件的組裝，並於同年11月30日送到南卡罗来纳州北查尔斯顿，也是787-10唯一的最終組裝廠（因787-10的零件較大，無法運至西雅圖的工廠，同時也是波音首次有非於西雅圖生產的型號）。首架787-10已于2017年2月17日下线并于2017年3月31日首飞。2018年3月已交付給新加坡航空。新加坡航空将其787-10的首航「新加坡-大阪」的航线。参照这里 （页面存档备份，存于）为新加坡航空787-10的舱位安排。

新加坡航空及其子公司 — 酷航是第一家營運所有787机型的母子航空公司（酷航 - 788，789），（新航 - 78X）。
聯合航空則是第一家營運所有787機型的航空公司。

### BBJ 787
BBJ 787是波音公務機旗下的私人專機版本，僅推出BBJ 787-8以及BBJ 787-9兩種型號，航程部分，BBJ 787-8續航力為9,945 nmi（18,418 km），僅次於澳洲航空之日出計划使用的空中巴士A350-1000ULR以及空中巴士商務機旗下ACJ350-900ULR、ACJ350-1000。而加長版BBJ 787-9則為9,485 nmi（17,556 km），僅次於新加坡航空所使用的7架空中巴士A350-900ULR超長程客機。

## 特點

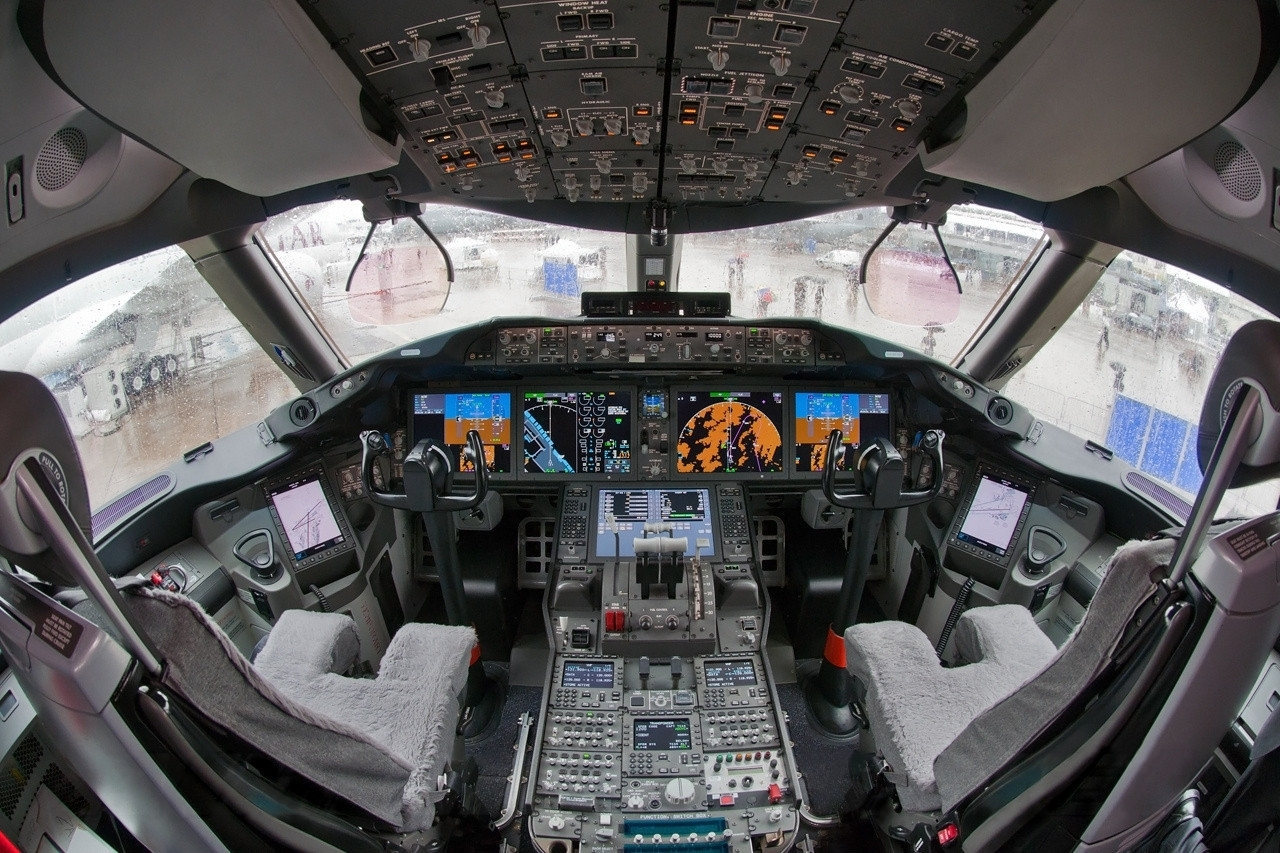
電腦化駕駛艙與抬頭顯示器

- 截面直徑加大到接近6米的宽體機，機內兩行通道而座位更加舒適
- 巡航速度：0.85馬赫（約每小時561英哩，即903公里）。
- 續航距離：7,565海浬（14,010公里），可由洛杉矶直飛伦敦、曼谷，或紐約直飛东京、香港。
- 使用物料：按質量，50%複合物料（碳纖維），20%铝，15%钛，10%钢，5%其他材料。按體積，佔787全機物料的80%均為複合物料。
- 雙發引擎，可採用勞斯萊斯Trent 1000或通用電器GEnx-1B。
- 生產線只要3天（以生產線達至全速計算）便可完成一架787的裝配，而737則需要11天。
- 比其他民航機擁有更大的窗戶，窗的位置亦更高。乘客可以看見地平線。窗户使用具有电致变色功能的“智能舷窗”（由PPG提供）調校機艙的光暗，减少眩光的同时外部景色依旧可见。因為由中央控管窗戶能否啟動電致變色，此種窗戶還能確保班機起飛和降落時窗戶為可見狀態。不过，此窗的最低亮度模式并非完全不透明。洗手间依旧采用传统的遮阳板。
- 機艙內以發光二極管（LED）取代螢光燈管提供照明，可節省約一半電力消耗。照明系统由三色LED+白色LED组成。
- 機艙氣壓以電動空氣壓縮機維持，不使用引擎壓縮段帶入的乾燥高壓空氣；加上機身物料的空氣密封功能，比舊款民航機更能保持機艙濕度。机舱气压可以被加压到相当于1,800米海拔的气压，相比其他机型機艙约為2,400米海拔的氣壓，機艙氣壓加压能力較為提升，進而改善乘客舒適度。
- 機內用乙太網路提供駕駛室及各部分的資料通訊。
- 無高壓分氣系統（英语：Bleed air）的渦輪扇發動機，減少各式高壓熱空氣管道，以電力系統取代。
- 787二氧化碳排放量大大降低，总废气排放量将减少20%，透過对发动机外壳进行一些特殊处理，噪音比同类飞机的噪音降低60%以上。[39]

## 先進技術
為了達到787的性能目標，波音在飛機各部分採用了不同程度的先進設計，以符合目前全球对环保的要求。

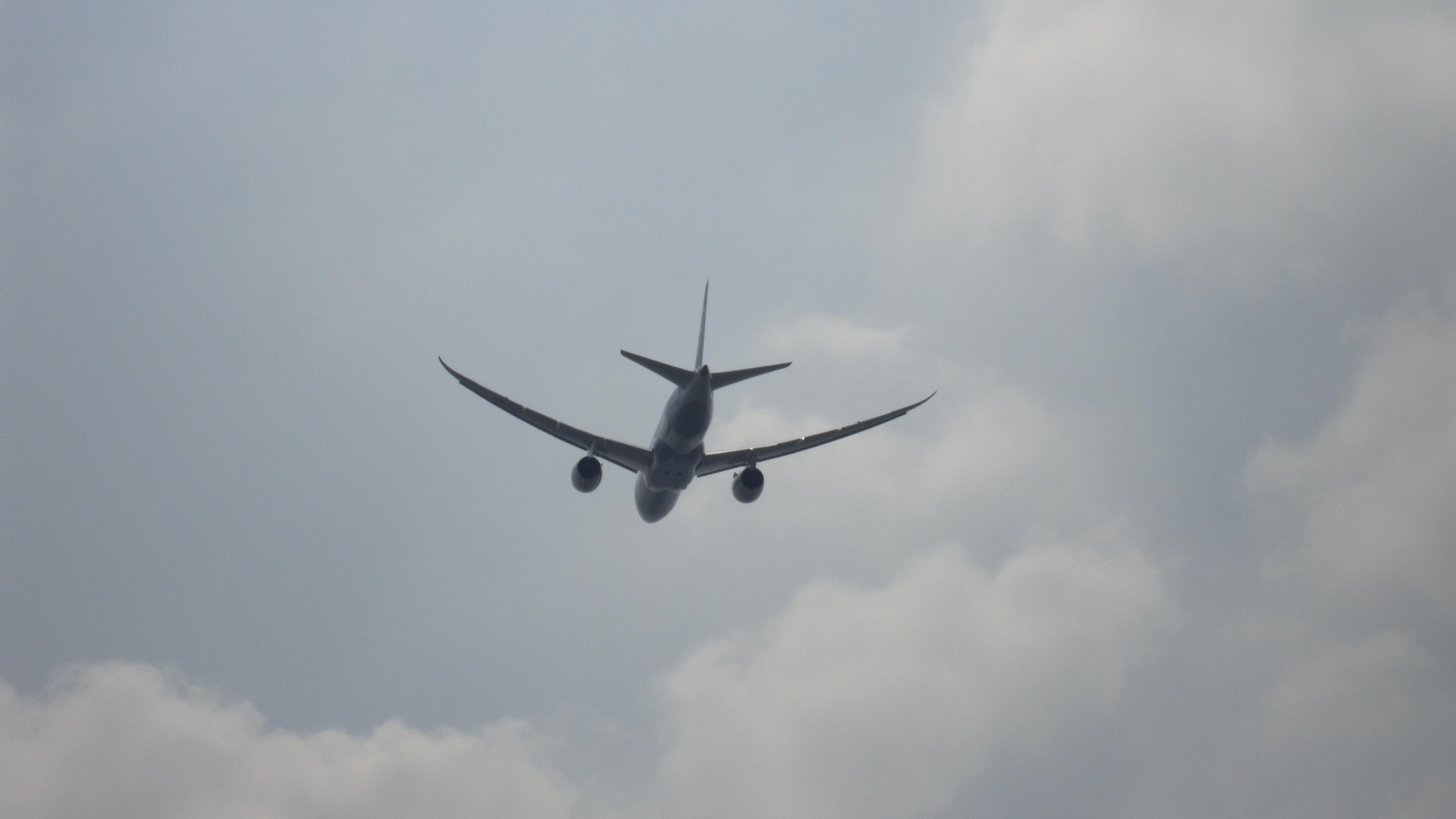
波音787的超臨界機翼外型

### 氣動力設計
目前對於787氣動力設計有關的資料非常少，僅知787的機翼設計在737NG（Next Generation）／777的超临界机翼設計基础上启用全新的U型机翼。除機翼採用U型超臨界機翼之外，其餘增加氣動力的設計還有流線機鼻與鲨鱼鰭式翼尖小翼與尾翼，估計這些設計約可增加5%的氣動力效率。

### 結構設計

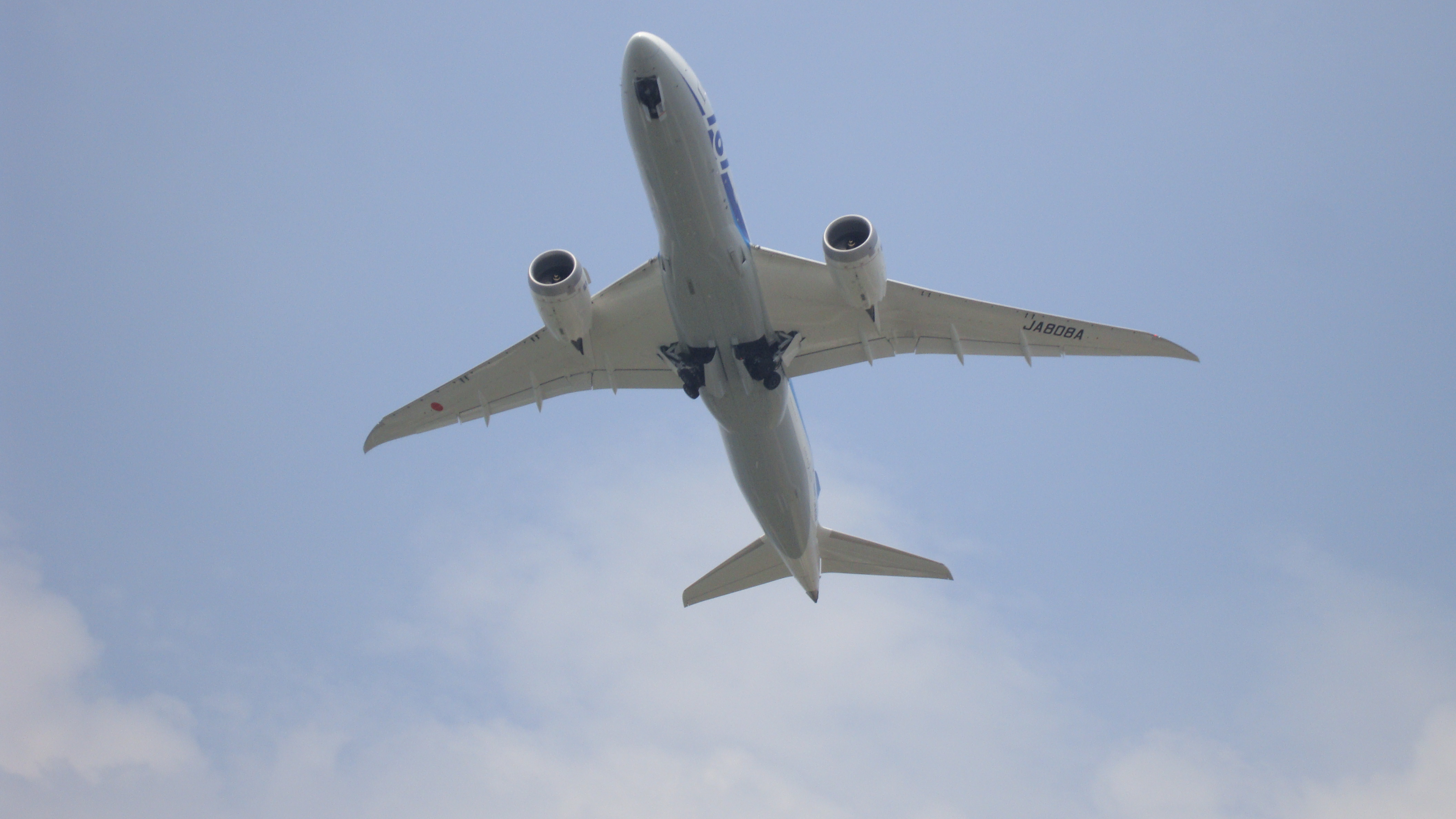
波音787下方構造

波音787使用了音速巡航機所提出的技術以及慣用的機體設計。其中受矚目的為波音787主體結構的大部分（包含機身和機翼）將採用复合材料設計，而不是現在常用的铝合金，此外還使用钛合金，其中複合材料所佔質量比例提高至50%，而飛機的形狀設計也因此而變得更動感。复合材料不像鋁合金那樣容易發生疲勞和腐蚀現象，密度也比鋁合金小，具有高比強度和易於設計的優點，因此波音787的維修費用會較同級機型更低，而最大速度更大，更节省燃油，更環保。

### 材料應用

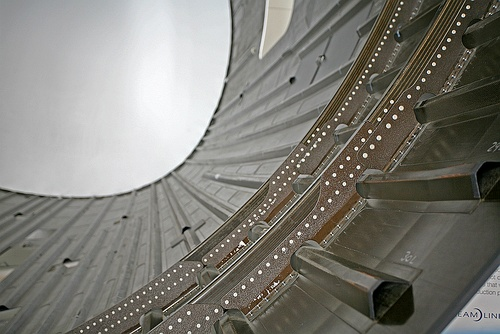
787複合材料機身切面

787是第一架使用碳纖維強化聚合物（CFRP）作為機體主要材料的商用客機，主要使用在尾翼、機身、艙門，與大部分主要零件上。787的機身空重中，CFRP大約為77,000磅（36公噸），用量达到了50%，性能得到较大提高，波音宣稱787的性能較過去廣體客機提升20%以上。787計畫初期，對於尋找比鋁合金更輕盈的材質作了許多努力，航空鋁合金優點是其施工容易且技術成熟，材料採購成本上具有競爭力；在787之前，波音使用碳纖維複合材料始於1984年，用在737客機水平尾翼，其後的777客機增加使用範圍，將垂直尾翼也更換碳纖維複合材料結構。
波音將碳纖維複合材料作為機身結構的嘗試始於1990年代末啟動的音速巡航機計畫，在音速巡航機計畫中，波音打造了一組長20英呎（6.1公尺）的一體成形全碳纖維複合材料機身。這個技術被導入夢幻客機中，波音團隊認為它們已經掌握了這個材料的使用特性，並且更激進的將大部分機身改用碳纖維複合材料製作。比鋁合金比重更輕，且具有同等甚至更高強度是CFRP所主張的優點。但市場上對於CFRP在長期使用下的強度始終有疑慮、且認為若遭到碰撞時CFRP會無法維持設計強度，使得飛機被迫提前除役。加上2006年波音工程師文森特‧韋爾登指控CFRP撞擊能量吸收能力較弱，防火、抗煙霧與毒性的效能較鋁合金差，宣稱大量使用CFRP的飛機在事故時的抗損能力不如使用鋁合金的機種。波音除了駁斥這類指控，也指出它們在設計時在結構中埋入光導纖維監控管線，持續評估飛機結構狀況，對於後期的維護成本跟安全上都能達到最新的飛機需求。
787為了維持市場競爭力，並吸引航空公司加入採購，因此在概念設計時就已經定義出飛機的性能要超越舊型至少20%以上，且重點在維修成本的降低跟維修的方便性與產品的可靠度，以下是波音在簡報上所提的性能需求：
- 較小的单机质量
- 減少因為腐蝕及金屬疲勞造成的維修成本
- 降低機艙高度
- 增加機艙濕度
- 較大的窗戶
- 較少的零件

由上面的需求可以知道為什麼787要用複合材料來當做飛機的主要材料，因為只有複合材料才能符合新的性能需求：
- 較低噪音
- 較低的污染排放
- 較低燃料消耗
- 較高可靠度
- 較低維修成本

### 發動機
波音787在出售時提共兩種發動機架構供客戶選用，分別為通用电气GEnx-1B及劳斯莱斯遄达1000，兩款發動機運用相同掛載硬點與接管配線設計，需要時可以進行互換。發動機的除冰系統引用了音速巡航機開發的全電力除冰裝置，取消了從發動機壓縮機中引出加熱氣體除冰的管線。為了符合日趨嚴厲的噪音控制法規，波音787在發動機罩等處引進了更多的降噪設計，控制機場外所接受的客機運轉噪音在85分貝級距。
2016年，勞斯萊斯向787客戶提供了遄达1000後續版本—遄达1000TEN，遄达1000TEN更換發動機高壓壓縮機核心，聲稱這款發動機較當前其它型號更省油，且可適用於8、9、10三款機型上，第一架採用該發動機的航空公司機隊為紐西蘭航空，在2017年11月開始營運。目前787客戶中，使用GEnx者約占6成，遄达1000者約占3成多左右。

### 客艙設計

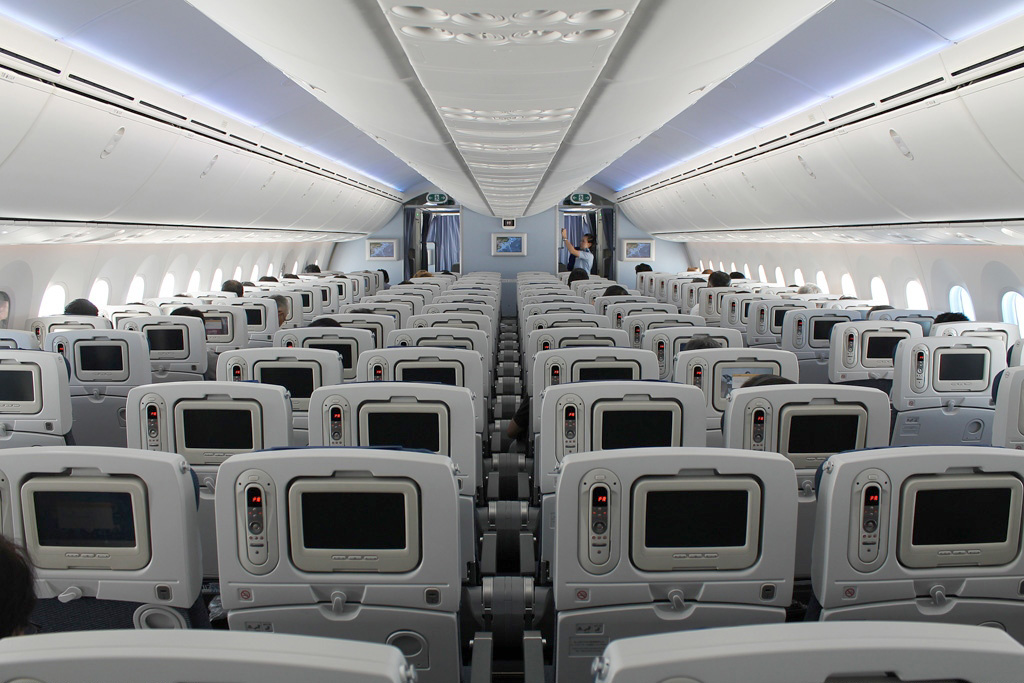
全日空787经济舱2-4-2客舱布局

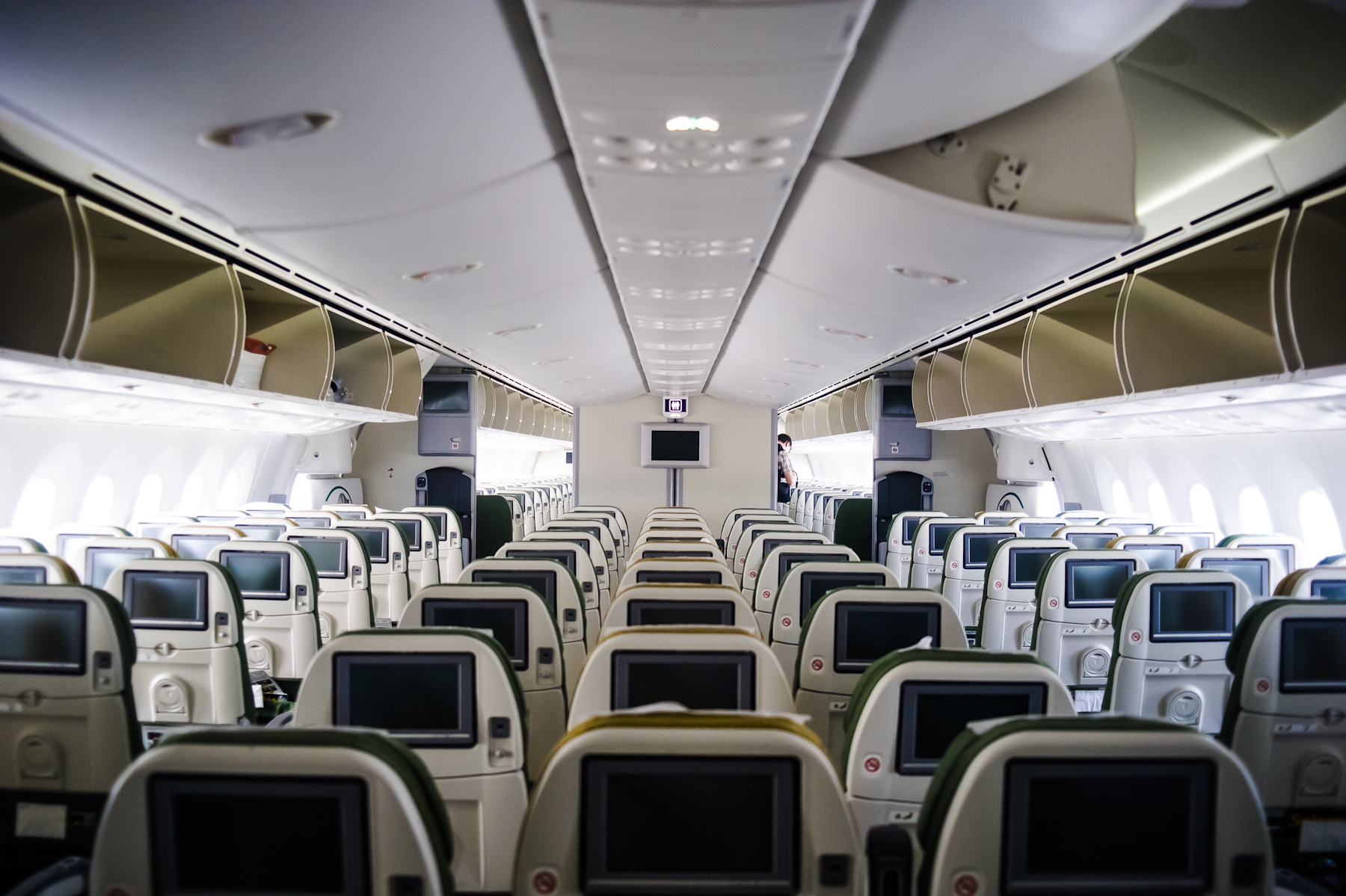
埃塞俄比亚航空787经济舱3-3-3客舱布局

#### 座位
787客艙寬度18英尺（550公分），略大於A330與A340（多38公分），但小於波音777（少41公分），但直徑可以容納9張寬度最精簡版本的17.5英吋（44.4公分）版經濟艙座椅，但17.5英吋寬座椅不太適合大部分乘客，因此大部分一般航空公司選用的是寬19英吋（48公分）的經濟艙座椅，使得787主流的經濟艙配置是單排8座。
787-8設計在三艙等佈局中可以容納234人座，兩艙等布局可容納240人座，若採用高密度全經濟艙布局時，可以容納296人座。頭等艙與商務艙布局每排4-7人（1—2—1、2—2—2、2—3—2配置），經濟艙則是每排8人或9人（2—4—2或3—3—3）。頭等艙的座椅間距在46—61英吋（120-150公分）、商務艙的座椅間距為36—39英吋（91-99公分），經濟艙的座椅間距為32—34英吋（81-86公分）。

#### 燈光設計

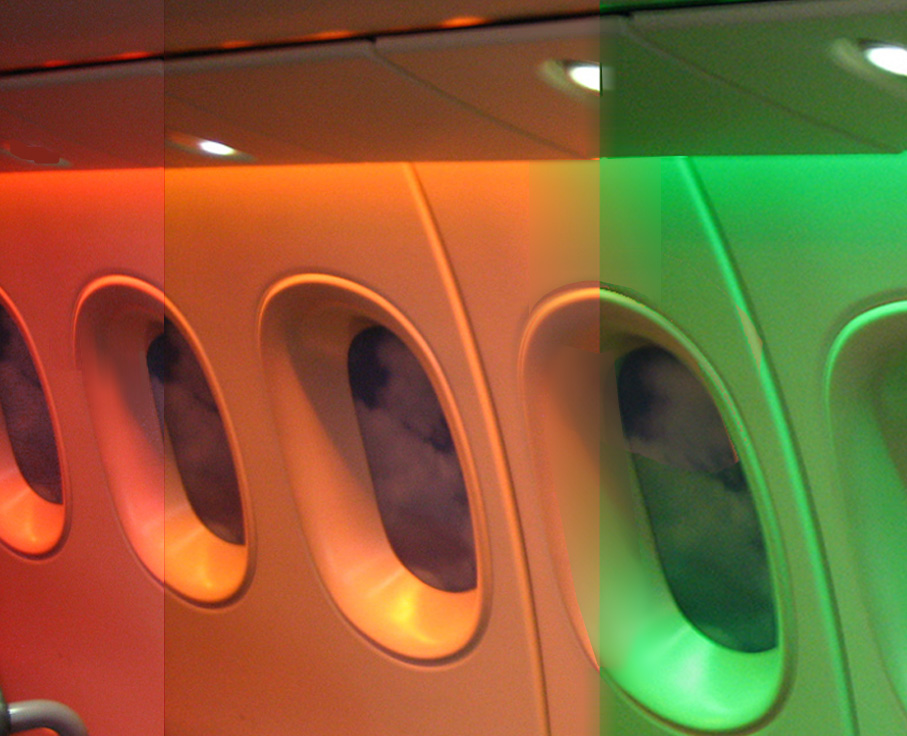
三種顏色的LED客座燈光變換

機艙內以發光二極管提供照明，取代傳統使用的荧光灯。飛機入口配以新穎的照明燈光，營造出頭頂即是天空的感覺，天空特色的艙頂一直貫穿整個客艙，而客艙設計則沿襲自波音777系列的「波音概念客艙」設計。機組還可以在飛行中控制天空特色艙頂的亮度和顏色。需要時，乘務員可以為乘客提供白天的感覺，而當乘客需要休息時，艙頂則可模擬美麗的夜色。
機艙以「波音概念客艙」設計、動態照明以及飛行中可以由乘客調整透明度的電子遮光簾為特色，並利用可以變幻色彩及明亮度的LED陣列營造出模擬「天空」的天花板效果。

#### 舷窗設計

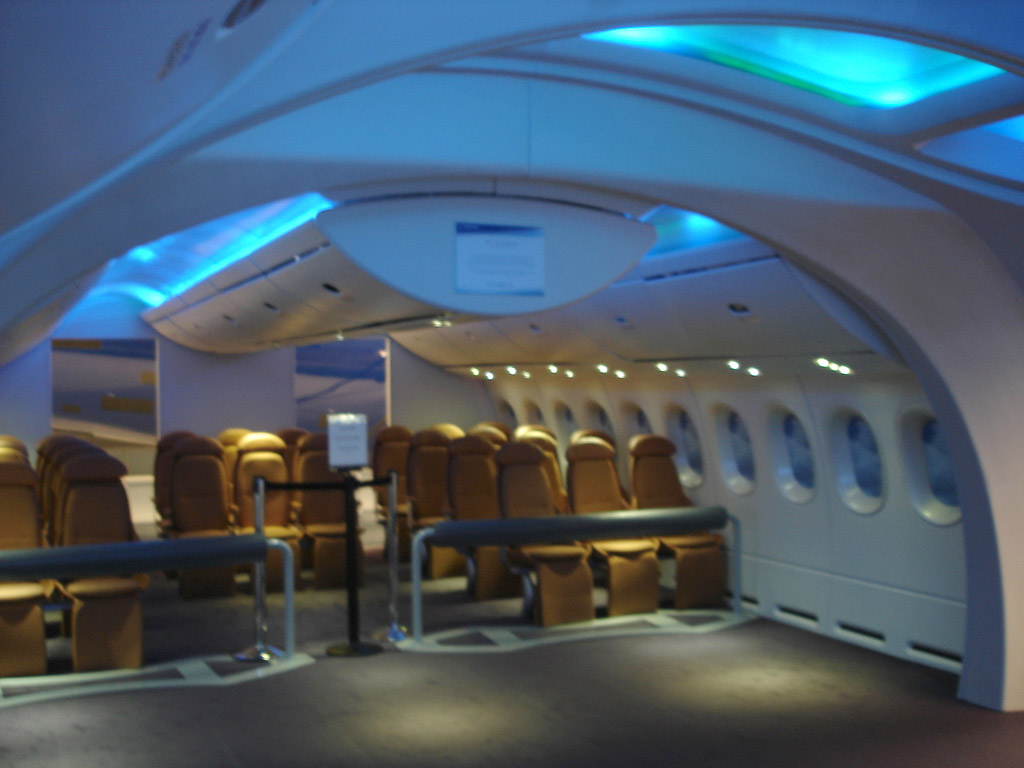
飛機內裝

787的舷窗比目前民用飛機（A330）中的大一倍，窗的位置亦更高，所以無論坐在飛機的什麼位置，乘客都能看到地平線。機身舷窗有別於過往使用隔板，而改用電致變色的原理調整明暗，減少窗外射入的眩光及維持透明。然而此设计亦招致大量批评，被指为“纯粹方便乘务的设计”。舷窗即使最暗也依旧无法与传统遮光板媲美，日间飞行光线仍可以透过窗户，影响乘客睡眠。在部分航空论坛亦有抱怨称「蓝色舷窗就是个特大号滤镜，根本没法好好拍照，剥夺了乘机最后一点乐趣」。

#### 其他空間設計
頂部行李艙是目前業內最大的，每個乘客都可將任一尺寸的拉杆式箱包置於艙內，而寬敞的洗手間大得足以容納一個標準尺寸的輪椅。
波音787的空間設計概念提供顧客良好的機艙航行環境和舒適性，其加大空間讓乘客有更寬廣的活動空間，特殊燈光設計與發光二極管使用讓人有種新奇的感覺。

## 訂單狀況

截至2023年1月，正使用和計劃訂購波音787的國家和地區：
营运中
待交付

|          |          | 2021 | 2022 | 2023 | 2024 | 總計  |
| 現增訂單 | 現增訂單 | −11  | 114  | 301  | 18   | 1,927 |
| 交機     | 787-8    | 2    | 9    | 10   | 1    | 397   |
| 交機     | 787-9    | 12   | 10   | 40   | 20   | 638   |
| 交機     | 787-10   | –    | 12   | 23   | 15   | 111   |
| 交機     | 總和     | 14   | 31   | 73   | 36   | 1,146 |

|          |          | 2004 | 2005 | 2006 | 2007 | 2008 | 2009 | 2010 | 2011 | 2012 | 2013 | 2014 | 2015 | 2016 | 2017 | 2018 | 2019 | 2020 |
| 净订单数 | 净订单数 | 56   | 235  | 157  | 369  | 93   | -59  | -4   | 13   | -12  | 182  | 41   | 71   | 58   | 94   | 109  | 82   | 20   |
| 交付     | 787-8    | –    | –    | –    | –    | –    | –    | –    | 3    | 46   | 65   | 104  | 71   | 35   | 26   | 10   | 10   | 5    |
| 交付     | 787-9    | –    | –    | –    | –    | –    | –    | –    | –    | –    | –    | 10   | 64   | 102  | 110  | 120  | 114  | 36   |
| 交付     | 787-10   | –    | –    | –    | –    | –    | –    | –    | –    | –    | –    | –    | –    | –    | –    | 15   | 34   | 12   |
| 总交付数 | 总交付数 | –    | –    | –    | –    | –    | –    | –    | 3    | 46   | 65   | 114  | 135  | 137  | 136  | 145  | 158  | 53   |

|        | 订单  | 交付  | 未交付 |
| ------ | ----- | ----- | ------ |
| 787-8  | 431   | 397   | 34     |
| 787-9  | 1,233 | 638   | 595    |
| 787-10 | 263   | 111   | 152    |
| 总计   | 1,927 | 1,146 | 781    |

波音787訂單與交機狀況 (以年分排列累積):
 訂單
 交機
訂單與交機 截至2024年9月.

## 事故、事件和空難記錄
下列787事故紀錄當中，使用GEnx-1B的787僅出現輕微的問題紀錄，如：GEnx-1B發動機葉片結冰等，僅需要停飛維護即可。然而，使用勞斯萊斯Trent 1000的787卻出現接連出包的問題頻繁甚至情況嚴重，導致配備勞斯萊斯Trent 1000的787的航空公司因此取消大半航班，甚至跟同航空聯盟租借其它飛機執飛（如：紐西蘭航空向長榮航空乾租1架波音777-300ER等）以及臨時調度同航空公司其它飛機執飛（如：新加坡航空接獲勞斯萊斯的檢修通知緊急調度303座位A350-900XWB中程航線版本執飛）。
波音787截止2025年6月共发生9起事故和事件，其中於2024年10月21日，中国南方航空公司一架波音B787-9飞机在練習执行CZ3534落地時導致機尾受損。而2025年6月12日，印度航空171号飛往英国倫敦蓋威克機場的787-8在古吉拉特邦艾哈迈达巴德机场附近坠毁，机上载有242人，系2011年投用以來首起人員身亡的空難。

### 运营中发生的问题
一架日本航空的787于2013年1月8日在波士顿洛根国际机场发生燃油泄漏事故，导致航班被取消。燃油泄漏的事故随后又于1月11日和13日再次发生，地点位于东京羽田国际机场，据报道发生问题的飞机和1月8日的是同一架。
- 2013年1月，日本航空和全日空兩家航空公司的波音787客機接連發生故障，10天內共有6次之多，其中一次造成航班轉場迫降，數人在用充氣滑梯撤離時受輕傷[44]。
- 2013年1月7日：日本航空，降落后辅助动力系统（APU）电瓶组件故障，客舱内冒出烟雾。
- 2013年1月9日：全日空，由于刹车系统故障，取消航班。
- 2013年1月10日：全日空，因为电脑系统误报故障，导致航班取消。
- 2013年1月11日：全日空，飞行途中发现驾驶舱玻璃出现裂纹。
- 2013年1月16日：全日空，因鋰電池組過熱，導致机舱冒烟紧急降落在高松机场。
- 2013年1月16日：全日空，停飛所有787飛機。
- 2013年1月17至18日：停飛陸續擴展到全球。這是繼1979年麥道DC-10客機之後，首次有飛機被全球停飛。美國聯邦航空總署（FAA）展開調查，要求重新檢查787飛機上關鍵系統的安全性。對於故障嚴重的鋰電池組件，更要求波音公司證明其安全沒有隱患[45]。
- 2013年7月13日：埃塞俄比亚航空，在英國倫敦希思罗机场停机坪上起火
- 2013年8月15日：全日空，因機件故障，航班取消，飛機在松山機場過夜。
- 2014年1月14日：日本航空，一架787客機因鋰電池滲出液體而停飛。[46]
- 2014年3月8日：日本航空，002號班機，飛行中途儀發出警報，指右引擎可能漏油，轉降夏威夷檀香山國際機場。
- 2014年10月10日：全日空，疑似引擎過熱，起飛十幾分鐘後返航台北松山機場全機檢。
- 2015年6月29日：墨西哥國際航空在飛行經過大西洋上空時，傳出貨艙發生火警，轉飛愛爾蘭香農國際機場。
- 2016年11月26日：酷航，TZ001从悉尼飞往新加坡，降落前传出巨响，右翼引擎冒火光，右翼引擎关闭。[47]
- 2018年6月：紐西蘭航空接獲勞斯萊斯的檢修通知，指出14架787-9當中有9架787-9配備勞斯萊斯Trent 1000需要停飛甚至部分發動機得送往勞斯萊斯新加坡分公司進行檢修，因此紐西蘭航空不得不宣布與長榮航空以及新加坡航空分別乾租各1架波音777-300ER、777-200ER來代打，隨後記起教訓再下訂8架787-10改搭載GEnx-1B發動機。
- 2019年1月17日：全日空，大阪机场着陆时引擎熄火。
- 2019年4月2日，新加坡航空公司在例行检查中发现部分波音787-10客机发动机「叶片过早老化」，决定停飞旗下2架波音787-10客机，原定執行中程航線改由A350-900XWB中程航線版本代打[48]。
- 2019年6月1日，全日空日本航空一架波音787航班由于舱内气压出现问题而发出紧急事态警告并下降飞行高度[49]。
- 2019年8月12日，挪威航空787-8，DY-7115，原定由羅馬飛往洛杉磯，飛機爬升至1,200英尺時左側引擎部分零件脫落散落空中，返航達文西機場迫降。
- 2024年3月11日，南美航空一架波音787-9在从澳大利亚飞往新西兰的途中剧烈俯冲几秒钟，导致乘客撞上机舱顶，造成至少50人受伤。[50]
- 2025年6月12日，印度航空171号班机空难，機身編號：VT-ANB，波音787-8，原定由印度 萨达尔·瓦拉巴伊·帕特尔国际机场飛往英國倫敦蓋特威克機場，在起飛不久後墜毁於住宅區，機上242名乘客及機組人員中僅1人倖存，為波音787問世以來首起墜毀事故。[51][52]

### 787客機停飛事件
2013年1月7日，日本航空8號班機的787客機，在完成東京─波士頓共12小時左右的飛行後，該機在愛德華·勞倫斯·洛根將軍國際機場停放時，電子艙的電池起火爆炸。
隔日，從波士頓飛往東京成田的日本航空7號班機，同為787客機在滑行時左側引擎發生漏油事件，機上200人緊急疏散。在同一日，聯合航空的一架787客機在進行檢查時，該公司維修人員發現配線錯誤的情形。
在接連10日內，日本航空以及全日空兩家日籍航空公司旗下的787客機接連發生諸多故障，全日空在該月16號緊急停飛旗下共計17架的787客機，全日空因此事件造成約14億日圓的損失。
美國聯邦航空總署（FAA）則發布命令讓所有登記於美國的787客機強制停飛，並要求波音公司徹查787客機的安全性，日本政府也設立小組對一連串事故進行調查。這是美國聯邦航空總署在1979年美國航空DC-10客機墜機事故後，首度頒布停飛指令。歐洲航空安全局（EASA）也立刻發布停飛相關命令，印度民航局亦要求印度航空停飛該機，接著全球各地陸續停飛787客機。2013年1月19號，波音公司在事故後發表將暫停交付787客機，直到問題解決為止，但仍會持續生產。在調查後，各項證據直指787客機所使用的鋰電池系統為首要原因，波音公司對此問題進行一連串的改良、測試後，2013年4月26日，美國聯邦航空總署正式解除787客機的停飛命令。
2023年2月23日，由於波音787的供应商對耐压舱壁分析出现错误，波音再次暂停向用户交付波音787，但其生產線依舊繼續運作。且不影響2023年全年交付量目標。

## 展示中的飞机
共有3架波音787保存于博物馆中进行展示，均为早期的原型机。
- 注册号N787BA（编号ZA001）- 位于日本名古屋中部国际机场 - 首架原型机[54]
- 注册号N787EX（编号ZA002）- 位于美国亚利桑那州图森市皮马航空航天博物馆 - 第二架原型机[55]
- 注册号N787BX（编号ZA003）- 位于美国华盛顿州西雅图飞行博物馆 - 第三架原型机[56][57]

## 性能規格

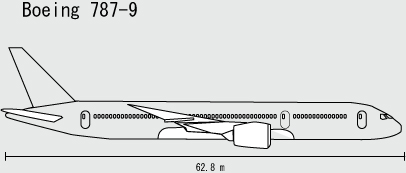
787-9型側視圖

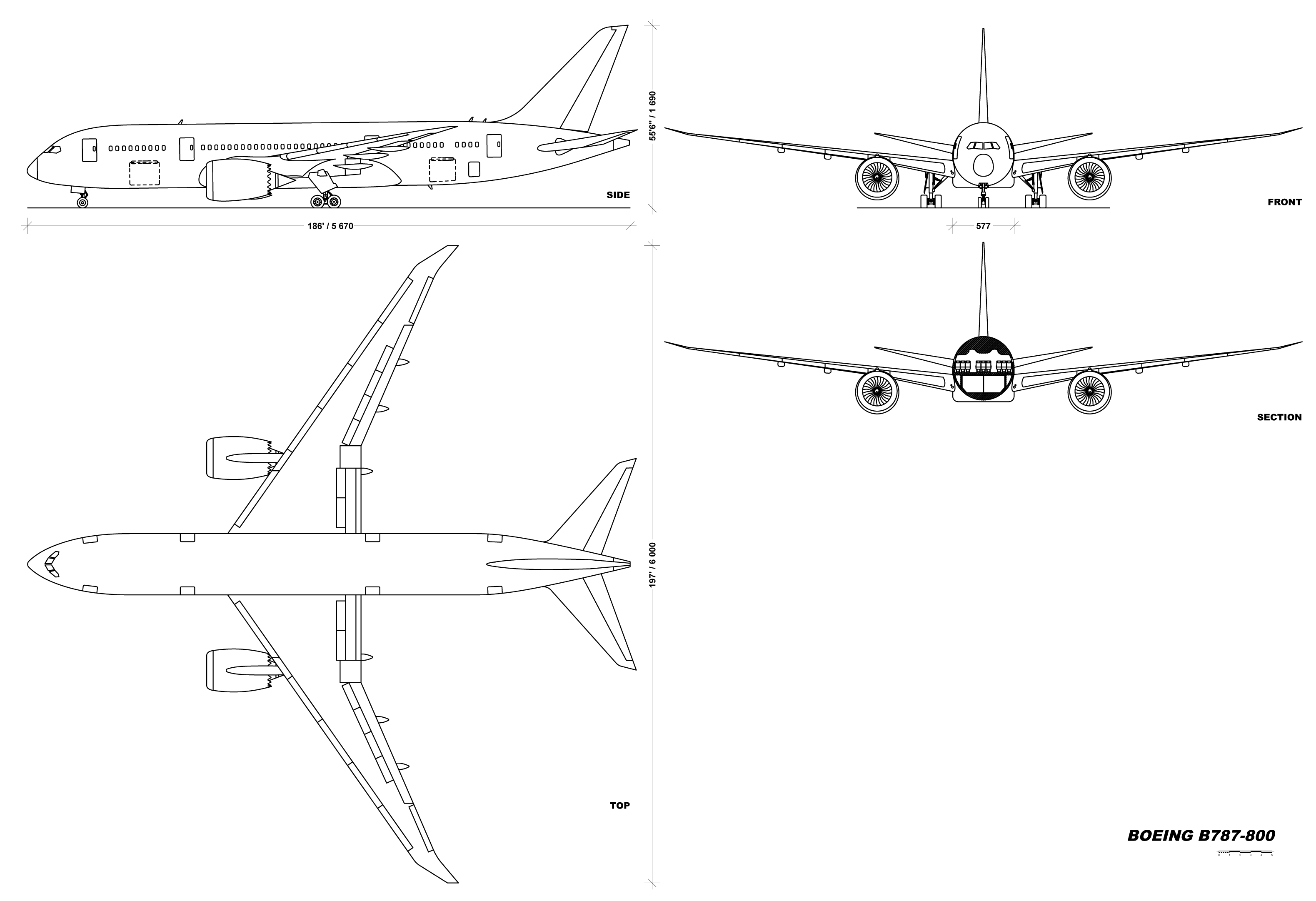
波音787-8之三視圖

| 機型                                                     | 787-8                                                                                   | 787-9                                                                                   | 787-10                                                                                  |
| -------------------------------------------------------- | --------------------------------------------------------------------------------------- | --------------------------------------------------------------------------------------- | --------------------------------------------------------------------------------------- |
| 機師數目                                                 | 2                                                                                       | 2                                                                                       | 2                                                                                       |
| 座位數                                                   | 240（3級） 310（2級） 380（最多）                                                       | 290（3級） 360（2級） 420（最多）                                                       | 320（3級） 410（2級） 460（最多）                                                       |
| 長度                                                     | 186英尺1英寸（57）                                                                      | 206英尺1英寸（63）                                                                      | 224英尺1英寸（68）                                                                      |
| 翼展                                                     | 197英尺3英寸（60）                                                                      | 197英尺3英寸（60）                                                                      | 197英尺3英寸（60）                                                                      |
| 機翼面積                                                 | 3,501ft2（325m2）                                                                       | 3,501ft2（325m2）                                                                       | 3,501ft2（325m2）                                                                       |
| 後掠翼                                                   | 32.2°                                                                                   | 32.2°                                                                                   | 32.2°                                                                                   |
| 高度                                                     | 16.92 m                                                                                 | 17.02 m                                                                                 | 17.02 m                                                                                 |
| 機身高                                                   | 5.97 m                                                                                  | 5.97 m                                                                                  | 5.97 m                                                                                  |
| 機身寬                                                   | 5.77 m                                                                                  | 5.77 m                                                                                  | 5.77 m                                                                                  |
| 座艙寬（最大）                                           | 5.49 m                                                                                  | 5.49 m                                                                                  | 5.49 m                                                                                  |
| 座位寬                                                   | 每排8個座位時：19.0 in（48.3 cm） 每排9個座位時：17.5 in（44.4 cm）                     | 每排8個座位時：19.0 in（48.3 cm） 每排9個座位時：17.5 in（44.4 cm）                     | 每排8個座位時：19.0 in（48.3 cm） 每排9個座位時：17.5 in（44.4 cm）                     |
| 載貨容量                                                 | 4,826 ft³（137 m³） 28 x LD3                                                            | 6,082 ft³（172 m³） 36 x LD3                                                            | 6,187 ft³（175 m³） 40 x LD3                                                            |
| 空重                                                     | 117,798 kg                                                                              | 138,000 kg                                                                              | 135,500 kg                                                                              |
| 最大起飛重量                                             | 227,930 kg                                                                              | 254,700 kg                                                                              | 254,000 kg                                                                              |
| 最大降落重量                                             | 172,000 kg                                                                              | 193,000 kg                                                                              | 202,000 kg                                                                              |
| 最大無燃油重量                                           | 161,000 kg                                                                              | 181,000 kg                                                                              | 193,000 kg                                                                              |
| 巡航速率                                                 | 0.85马赫（Mach），903 km/h，561英里（mph），487節（knots），於40,000英呎高空/12.19 km） | 0.85马赫（Mach），903 km/h，561英里（mph），487節（knots），於40,000英呎高空/12.19 km） | 0.85马赫（Mach），903 km/h，561英里（mph），487節（knots），於40,000英呎高空/12.19 km） |
| 最大速率                                                 | 0.89馬赫（945 km/h，587英里，510節，於40,000英呎高空／12.19 km）                        | 0.89馬赫（945 km/h，587英里，510節，於40,000英呎高空／12.19 km）                        | 0.89馬赫（945 km/h，587英里，510節，於40,000英呎高空／12.19 km）                        |
| 滿載航距                                                 | 7,305 nmi （13,530 km）                                                                 | 7,565 nmi （14,010 km）                                                                 | 6,330 nmi （11,730 km）                                                                 |
| 最大起飛重量時之起飛需求長度 (於海平面，國際標準氣壓下） | 10,300 ft（3,100 m） 高推力引擎：8,500 ft（2,600 m）                                    | 9,400 ft（2,900 m）                                                                     | N/A                                                                                     |
| 最大燃油容量                                             | 126,210 L                                                                               | 138,710 L                                                                               | 138,710 L                                                                               |
| 實用升限                                                 | 43,000英尺（13,100m）                                                                   | 43,000英尺（13,100m）                                                                   | 41,100英尺（12500m）                                                                    |
| 引擎（×2）                                               | 通用電氣（General Electric）GEnx-1B或勞斯萊斯（Rolls-Royce）特倫特1000                  | 通用電氣（General Electric）GEnx-1B或勞斯萊斯（Rolls-Royce）特倫特1000                  | 通用電氣（General Electric）GEnx-1B或勞斯萊斯（Rolls-Royce）特倫特1000                  |
| 最大發動機推力能力                                       | 64000 lbf（280 kN）                                                                     | 71000 lbf（320 kN）                                                                     | 76,000 lbf（340 kN）                                                                    |
| ICAO型号代码                                             | B788                                                                                    | B789                                                                                    | B78X                                                                                    |
| ETOPS認證                                                | ETOPS-330                                                                               | ETOPS-330                                                                               | ETOPS-330                                                                               |

資料來源：波音787的设计

### 波音产品线
- B707 - B717 - B720 - B727 - B737 - B747 - B757 - B767 - B777 - B787

### 相似機型
- 空中巴士A350
- 空中客车A330neo
- 中国商飞C929

## 外部連結
- 波音787圖片集（簡體中文官網）
- 波音787在newairplane.com.cn的官方页面（簡體中文）
- Boeing 787 Dreamliner Official page on newairplane.com （页面存档备份，存于）
- Trent 1000發動機 （页面存档备份，存于）
- GEnx發動機 （页面存档备份，存于）
- Boeing 787 page on Boeing.com （页面存档备份，存于）
- Design News Special Report:Boeing 787 Dreamliner Takes Flight
- Boeing 787 Dreamliner on Aerospace-Technology.com （页面存档备份，存于）
- Planemakers confront green issues, by Jorn Madslien, BBC News （页面存档备份，存于）
- 波音787梦想客机完成首飞（圖片）AIRCN模擬飛行網 （页面存档备份，存于）